# Jilin (stad)
Jilin, även känd som Jilin City och tidigare Kirin, är en stad på prefekturnivå i Jilin-provinsen i nordöstra Kina. Den ligger omkring 140 kilometer öster om provinshuvudstaden Changchun.

## Historia
Staden grundades 1673 som en garnisonsstad i Manchuriet som då var beläget i en avlägsen del av Qingimperiet. Stadens och den omgivande provinsens namn härrör från en kinesisk förkortning av det manchuiska uttrycket girin ula, vilket betyder "längs med floden". Vid denna tid fick inte hankineser från det egentliga Kina invandra till Manchuriet, men i samband med att Ryska imperiet annekterade yttre Manchuriet 1860 bröts restriktionerna och på ett par decennier fick Jilin en hankinesisk befolkningsmajoritet. 1913 knöts Jilin till den expanderande Sydmanchuriska järnvägen som då var i japansk ägo.
I samband med att Japan gjorde Changchun till huvudstad i marionettstaten Manchukuo 1931 minskade Jilin i betydelse. 1949 blev Jilin åter provinshuvudstad i Jilin-provinsen, men förlorade denna ställning 1956.

## Administrativ indelning
Staden Jilin består av fyra distrikt, ett härad och fyra städer på häradsnivå:
- Stadsdistriktet Chuanying (船营区), 711 km², 450 000 invånare;
- Stadsdistriktet Longtan (龙潭区), 1 209 km², 500 000 invånare;
- Stadsdistriktet Changyi (昌邑区), 865 km², 590 000 invånare;
- Stadsdistriktet Fengman (丰满区), 1 032 km², 250 000 invånare;
- Häradet Yongji (永吉县), 2 625 km², 390 000 invånare;
- Staden Panshi (磐石市), 3 867 km², 540 000 invånare;
- Staden Jiaohe (蛟河市), 6 235 km², 460 000 invånare;
- Staden Huadian (桦甸市), 6 624 km², 450 000 invånare;
- Staden Shulan (舒兰市), 4 554 km², 660 000 invånare.

## Klimat
Genomsnittlig årsnederbörd är 1 238 millimeter. Den regnigaste månaden är juli, med i genomsnitt 237 mm nederbörd, och den torraste är januari, med 12 mm nederbörd.